# Laila Ali
Laila Ali, född 30 december 1977 i Miami Beach, Florida, är en före detta amerikansk proffsboxare. Hon är dotter till den legendariske boxaren Muhammad Ali. Under sin boxningskarriär vann hon alla sina matcher, och de flesta i utklassningsstil. Laila Ali har avslutat sin boxningskarriär för att satsa på ett yrke som entreprenör och säljer bland annat skönhetsprodukter och träningsvideor. Hon har två barn tillsammans med NFL-stjärnan Curtis Conway.